# تيزي نبراهم
تيزي نبراهم، هي مدينة تابعة إقليميا لبلدية تالة ايفاسن بولاية سطيف الجزائرية.